# Potamium lonchophyllum
Potamium lonchophyllum là một loài Rêu trong họ Sematophyllaceae. Loài này được (Mont.) Mitt. miêu tả khoa học đầu tiên năm 1869.